# Enoplognatha malapahabanda
Enoplognatha malapahabanda là một loài nhện trong họ Theridiidae.
Loài này thuộc chi Enoplognatha. Enoplognatha malapahabanda được Alberto Barrion & James A. Litsinger miêu tả năm 1995.